# Gulet
 (mars 2017).
Si vous disposez d'ouvrages ou d'articles de référence ou si vous connaissez des sites web de qualité traitant du thème abordé ici, merci de compléter l'article en donnant les références utiles à sa vérifiabilité et en les liant à la section « Notes et références ».

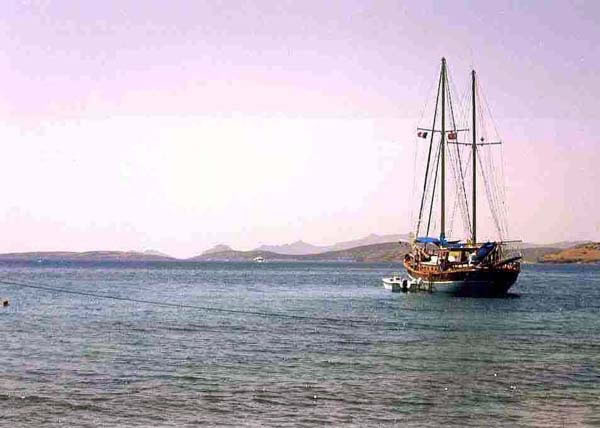
Gulet à Bodrum en 2002.

Un gulet est un voilier à deux mâts, utilisé en Turquie pour le tourisme,. Il dérive de la goélette.